# АНТ-41 (Т-1)
АНТ-41 (Т-1 з рос. "Торпедоносец первый") — радянський прототип двомоторного літака бомбардувальника-торпедоносця, який розроблявся в 1930х роках.

## Історія
У березні 1936 року КБ Туполєва почало роботу над створенням багатоцільового літака для морської авіації військово-морського флоту СРСР. Він мав виконувати функцію високошвидкісного дальнього бомбардувальника-торпедоносця, літака-розвідника та  дальнього важкого винищувача і доступний як у  сухопутному, так і в гідроплановому варіантах. Задача по проєктуванню, з урахуванням позначення АНТ-41 та позначенням ВМФ СРСР Т-1, надано команді під управлінням Мясіщєва Володимира Михайловича.
АНТ-41 мав схожу будову з літаком АНТ-40 (СБ) , який також був розроблений КБ Туполєва, за участі іншої групи конструкторів (під керівництвом Олександра Архангельського), але був потужніший. Він мав два двигуни Мікулін АМ-34(М-34) V12 з рідинним охолодженням, в щільних кожухах, які приводили в дію трилопатеві гвинти. Двигуни охолоджувались радіаторами, вбудованими в корпус крила, охолоджувалися вони через щілину на кромці крила. Довгий відсік для озброєння (6,5 метрів) могли вміститися дві 880 кілограмові торпеди, або одна 1700 кілограмова торпеда, або ж звичайна авіаційна бомба з аналогічною вагою. Шасі було висувним, так само як і в АНТ-40 (СБ), але посилене, для того, щоб витримати більшу вагу.
Прототип АНТ-41 здійснив свій перший політ з Центрального летовища імені М. В. Фрунзе, в Москві, 2 червня 1936 року. Він був зруйнований після 14-го випробувального польоту 3 липня 1936 року. Екіпаж врятувався, пригнувши з парашутом. Аварія відбулася через вібрацію хвостового оперення, яку спричинила неправильна конструкція елеронів. Пізніше, того ж року, керівництво обрало для задоволення потреб ВМС СРСР літак ДБ-3. АНТ-41 був повністю скасований, а другий прототип не зроблений.

## Тактико-технічні характеристики
Data from Tupolev: The Man and His Aircraft
Загальна характеристика
- Екіпаж: 4 людини
- Довжина: 15,54 м
- Висота: 3,86 м
- Розмах крила: 25,73 м
- Площа крила: 88,94 м²
- Маса нетто: 5,846 кг
- Маса брутто: 8,925 кг
- Двигуни: 2 × АМ-34ФРН V12 з рідинним охолодженням, по 951 кВт (1275 к.с.) кожен[1]

Льотні характеристики
- Максимальна швидкість: 435 км/год
- Дальність: 4200 км
- "Стеля": 9 500 м

Озброєння
- Гармати: 2 × 12,7 мм кулемети ШКАС і 1 × 20 мм гармата ШВАК[1]
- Бомби: 2 × торпеди або 2000 кг бомб[1]

## Нотатки
1. АНТ-7 виконував аналогічні функції, але до 1934 року застарів.[6][7]
2. Подібна вібрація хвостового оперення спостерігалося під час випробувань прототипу АНТ-40[2] і спричинило аварію прототипу дальнього бомбардувальника АНТ-37 попереднього року.[8]

## Список приміток
1. 1 2 3 4 5 6 7  Gordon and Rigmant. 2005. с. 74.
2. 1 2 3  Duffy and Kandalov. 1996. с. 84.
3. 1 2  Gunston. 1995. с. 407.
4. 1 2 3  Gunston Tupolev Aircraft since 1922. 1995. с. 98.
5. ↑  Duffy and Kandalov. 1996. с. 209.
6. ↑  Gunston. 1995. с. 388—389.
7. ↑  Duffy and Kandalov. 1996. с. 48.
8. ↑  Duffy and Kandalov. 1995. с. 78.